# Rubbadubbers
Rubbadubbers è una serie televisiva britannica per bambini, realizzata in stop motion, prodotta dalla HiT Entertainment e dalla BBC Television e trasmessa in prima visione dal 2 settembre 2002 al 14 febbraio 2005. In Italia viene trasmessa su Rai 2 dall'8 settembre 2004 al 26 novembre 2007. La serie è composta da quattro stagioni per un totale di 52 episodi

## Doppiaggio
| Nome del personaggio | Doppiatore originale | Doppiatore italiano |
| -------------------- | -------------------- | ------------------- |
| Tubb                 | John Gordon Sinclair | Alberto Caneva      |
| Sploshy              | Maria Darling        | Cinzia Villari      |
| Terence              | John Gordon Sinclair | Mino Caprio         |
| Finbar               | Sean Hughes          | Roberto Draghetti   |
| Amelia               | Maria Darling        | Micaela Incitti     |
| Reg                  | John Gordon Sinclair | Carlo Scipioni      |